# Quận Caswell, North Carolina
Quận Caswell là một quận nằm ở bang Bắc Carolina.  Tại thời điểm năm 2000, quận có dân số 23.501 người. Quận lỵ đóng ở Yanceyville6.

## Địa lý
Theo Cục điều tra dân số Hoa Kỳ, quận có tổng diện tích 428 dặm Anh vuông (1.110 km²), trong đó, 425 dặm Anh vuông (1.100 km²) là diện tích đất và 4 dặm Anh vuông (10 km²) trong tổng diện tích (0,88%) là diện tích mặt nước.

### Các thị trấn
Quận được chia thành 9 thị trấn: Anderson, Hightowers, Leasburg, Locust Hill, Providence, Milton, Pelham, Stoney Creek, và Yanceyville.

### Các quận giáp ranh
- Quận Danville, Virginia - Bắc
- Quận Pittsylvania, Virginia - Bắc
- Quận Halifax, Virginia - Đông bắc
- Quận Person, Bắc Carolina - Đông
- Quận Orange, Bắc Carolina - Đông nam
- Quận Alamance, Bắc Carolina - Tây nam
- Quận Rockingham, Bắc Carolina - Tây

## Thông tin nhân khẩu
Theo cuộc điều tra dân số2 tiến hành năm 2000, quận này có dân số 23.501 người, 8.670 hộ, và 6.398 gia đình sinh sống trong quận này. Mật độ dân số là 55 người trên mỗi dặm Anh vuông (21/km²). Đã có 9.601 đơn vị nhà ở với một mật độ bình quân là 23 trên mỗi dặm Anh vuông (9/km²).  Cơ cấu chủng tộc của dân cư sinh sống tại quận này gồm 61,07% người da trắng, 36,52% African American, 0,19% người thổ dân châu Mỹ, 0,15% người gốc châu Á, 0,03% người các đảo Thái Bình Dương, 1,17% từ các chủng tộc khác, và 0,86% từ hai hay nhiều chủng tộc.  1,77% dân số là người Hispanic hoặc người Latin thuộc bất cứ chủng tộc nào.
Có 8,670 hộ trong đó có 31,00% có con cái dưới tuổi 18 sống chung với họ, 55,20% là những cặp kết hôn sinh sống với nhau, 14,20% có một chủ hộ là nữ không có chồng sống cùng, và 26,20% là không gia đình. 23,20% trong tất cả các hộ gồm các cá nhân và 10,20% có người sinh sống một mình và có độ tuổi 65 tuổi hay già hơn.  Quy mô trung bình của hộ là 2,56 còn quy mô trung bình của gia đình là 3,01,
Phân bố độ tuổi của cư dân sinh sống trong huyện là 23,20% dưới độ tuổi 18, 7,70% từ 18 đến 24, 30,10% từ 25 đến 44, 26,00% từ 45 đến 64, và 13,00% người có độ tuổi 65 tuổi hay già hơn.  Độ tuổi trung bình là 38 tuổi. Cứ mỗi 100 nữ giới thì có 102,50 nam giới. Cứ mỗi 100 nữ giới có độ tuổi 18 và lớn hơn thì, có 102,30 nam giới.
Thu nhập bình quân của một hộ ở quận này là $35.018, và thu nhập bình quân của một gia đình ở quận này là $41.905, Nam giới có thu nhập bình quân $28.968 so với mức thu nhập $22.339 đối với nữ giới. Thu nhập bình quân đầu người của quận là $16.470, Khoảng 10,90% gia đình và 14,40% dân số sống dưới ngưỡng nghèo, bao gồm 18,30% những người có độ tuổi 18 và 21,10% là những người 65 tuổi hoặc già hơn.